# Капка Тодорова
Капка Александрова Тодорова (известна и с псевдонима Лола Монтескьо) е българска журналистка и писателка.

## Биография
Завършва Немската гимназия в София. Учи журналистика в Германия, където прави магистратура в Есен. Авторка е на репортажи от Палестинската автономия, Израел, Сирия, Йордания, Ливан, Косово, Македония, отразява военния конфликт в Ирак. От 2005 г. е кореспондентка в Германия. От есента на 2019 г. е част от екипа на „Клуб Z“. Живее в Германия, кореспондент е на български медии (БНР, „Клуб Z“, „24 часа“ и други).
Фейлетоните ѝ са превеждани и публикувани във френски, австрийски, турски, полски и румънски медии.
Авторка е на две сатирични книги: „Лола – секс, мусака и революции“ (2015) и „Мейк Бългерия грейт агейн“ (2017).
Авторка е на аудиосериала „Гълъбова кръв“, с гласа на Параскева Джукелова (2020).

## Награди
- Наградата на Международния литературен конкурс за кратък хумористичен разказ „Алеко“ (2016), първата българка с отличието.[7][3]
- Наградата „Златно перо“ на Съюза на българските журналисти.[4]